# Kraljevi kurgan
Kraljevi kurgan ali Carski kurgan (rusko Царский курган, Carskij kurgan, ukrajinsko Царський курган, Carskij kurgan) je ena od najbolj impresivnih  grobnih gomil na vzhodnem Krimu, zgrajena v 4. stoletju pr. n. št.  Gomila stoji v mestu Kerč, ki se je razvil iz antičnega Pantikapeja (grško  Παντικάπαιον), ki so ga ustanovili kolonisti iz Mileta. 

## Opis
V Kerču in njegovi bližnji okolici je približno 200 grobišč. Kraljevi kurgan se nahaja približno 5 km severovzhodno od središča mesta, blizu spomenika branilcem kamnoloma Adži-Muškal. Gomila je   visoka skoraj 20 metrov in ima obseg približno 250 metrov. V njej je pravokotna pogrebna soba s tlorisom 4,39 m x 4,35 m, ki postopoma prehaja v krožno obliko (lažni obok). Višina pogrebne sobe je 8,84 m. Dostopna pot (dromos) le dolga 37 m in široka 2,80 m. Vhodni prehod je  zgrajen v tehniki strešnega oboka. Oba dela zgradbe sta zgrajena iz rumenkastih apnenčastih blokov in imata tla iz nabite mešanice ilovice, apna in apnenca. 
Domneva se, da je bil Kraljevi kurgan, mojstrovina starodavne arhitekture, zadnje počivališče vladarja Bosporskega kraljestva, ustanovljenega v 5. stoletju pr. n. št. iz grških kolonij v severni črnomorski regiji in ob Azovskem morju. Kurgan bi lahko bil predvsem grobnica Levkona I. (vladal 389–349 pr. n. št.).
Med izkopavanji v letih 1833 do 1837 je bil kurgan odprt. V njem so bili le ostanki lesenega sarkofaga, zato je možno, da je bil izropan. Krščanski simboli, vklesani na stenah, kažejo, da je grobnica zgodnjim kristjanom služila kot zatočišče in svetišče.
Znotraj ograde kurgana se nahaja tudi lapidarij. Ob njem je majhen muzej  z arheološkimi najdbami iz antičnih časov, vključno s podstavki, nagrobnimi stelami in sarkofagi. 

## Vir
- Зинько В. Н. (1998). Археологические прогулки по античной Керчи [Arheološki sprehod po antičnem Kerču].